# Porta de Ferro
La Porta de Ferro - Buzgalaxona en uzbek, دربند Darband o Derbend Aheny (persa), Dar-i Ahanin (àrab), Temur Darmaza (turcman) - també coneguda com a Temir Kapig a les Inscripcions de l'Orkhon i Tonyukuk (antic turc: 𐱅𐰢𐰼: 𐰴𐰯𐰍, romanitzat: Temir qapïγ), és un congost famós de parets vermelles en l'antiga ruta entre Balkh i Samarcanda que passa per les muntanyes que s'estenen des de les muntanyes Hisar cap al sud fins a l'Amudarià.
Antigament s'utilitzava com a pas entre Bactriana i Sogdiana i probablement tenia molta importància per a qualsevol poder de la regió. El seu nom prové de la creença que una porta real, reforçada amb ferro, es trobava en algun lloc del congost. Es troba a l'oest de Boysun, província de Surxondaryo. Tot i que la seva ubicació exacta és discutible, se sol considerar com la Porta de Ferro el pas de 3 quilòmetres a la carretera de Samarcanda (Uzbekistan) a Balkh (Afganistan) a uns centenar de km en línia recta al sud de la ciutat de Xahrisabz. Segons l'historiador Lev Gumilev, el seu nom actual és "Buzgala".